# بلوست (كورنوال)
بلوست (بالإنجليزية: Balwest)‏ هي قرية تقع في المملكة المتحدة في كورنوال.